# Liste der Fernstraßen in der Republik Kongo
Diese Liste zeigt die Straßen in der Republik Kongo auf. Es gibt zwei Typen von Straßen, zum ersten die Fernstraßen beginnend mit N und zum zweiten die Regionalstraßen beginnend mit einem P.

## Nationalstraßen
| Name | Verlauf                                    | Länge  |
| ---- | ------------------------------------------ | ------ |
| N1   | Brazzaville – Pointe-Noire                 | 550 km |
| N2   | Brazzaville – Ouésso                       | 815 km |
| N3   | Dolisie – Moussogo – Grenze zum Gabun      | 230 km |
| N4   | Pointe-Noire – Nzassi – Grenze nach Angola | 40 km  |
| N5   | Pointe-Noire – Madingo-Kayes               | 130 km |
| N6   | Doungou – Niali                            | 160 km |

## Regionalstraßen
Die Regionalstraßen beginnen mit P.